# アニタ・オデイ
アニタ・オデイ（Anita O'Day、1919年10月18日 - 2006年11月23日）は、アメリカ合衆国出身のジャズ歌手。
ハスキーボイスと、個性的な歌い方から生まれるメリハリの効いたスウィング感が特徴。
クリス・コナー、ジューン・クリスティらと並び、スタン・ケントン・オーケストラが輩出した女性歌手（「ケントン・ガールズ」と言われる）の1人であり、1950年代から1960年代に成功を収めた。
薬物に絡んだ荒れた行状や薬物使用の嫌疑での投獄のため「ジャズ界のイゼベル （The Jezebel of Jazz）」の異名をとったが、本人はこの呼び名を嫌っていた。

## 生涯

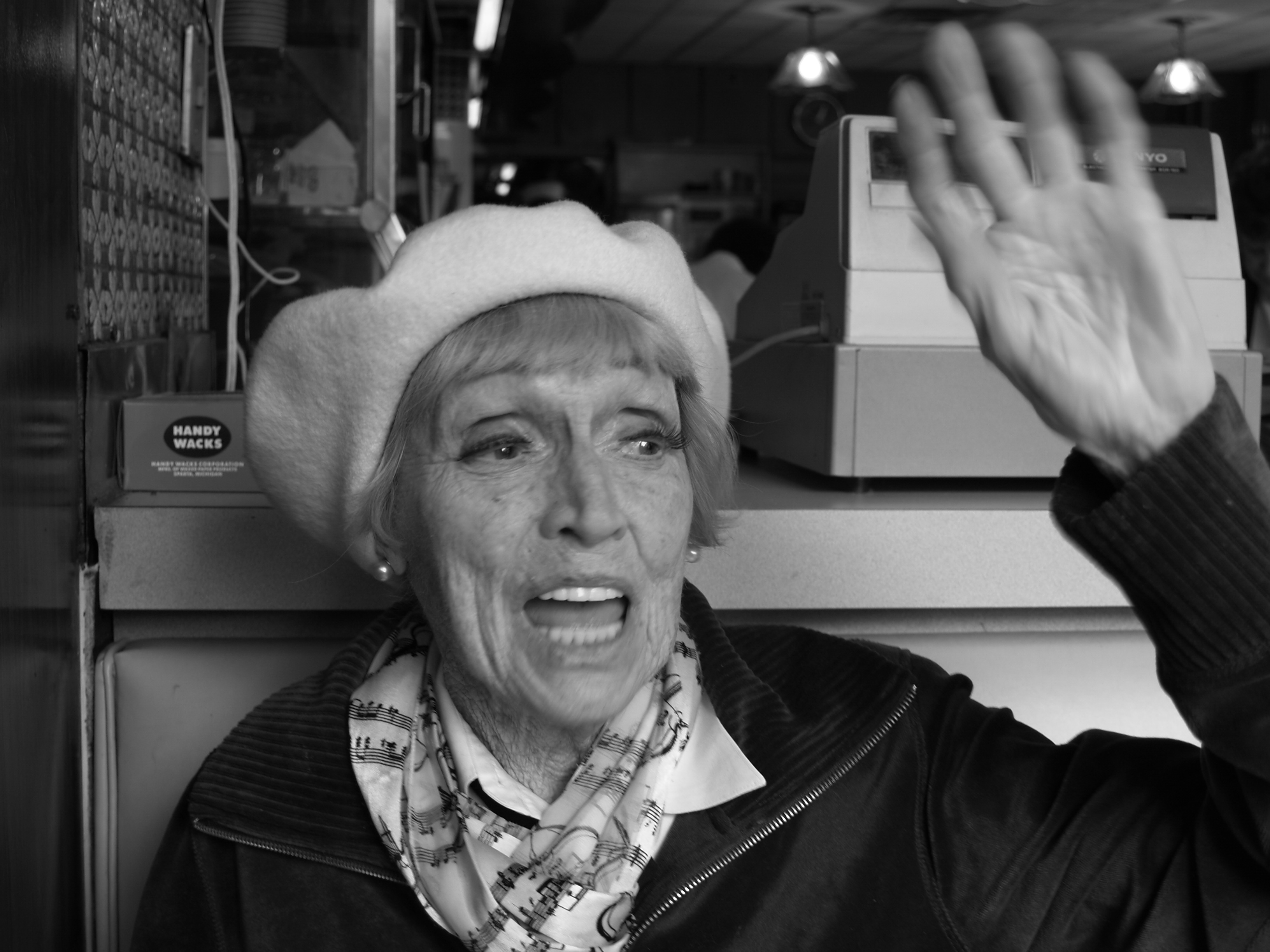
2005年

父親とは1歳の時に生別。母親に育てられるが、母親はアニタに無関心だった。
14歳の時、ウォーカソンに参加したのをきっかけに、プロのウォーカソン競技者として数々の大会に参加、小遣い稼ぎとして歌を歌ったり、ダンスをしたり、写真を売ったりした。また、現金を意味するスラング「Dough」のピッグ・ラテンをもとに、自らの姓を「O'Day」に変えた。2年間ウォーカソンのサーキットを渡り歩いたアニタは保護司に補導され強制送還、復学させられることになり、日中は通学、夜はアップタウン・シカゴのタヴァーンで歌うという生活が始まる。
1939年、ダウンタウン・シカゴのクラブに雇われ、クラブシンガーとなり、好評を博す。1941年、評判を聞きつけたジーン・クルーパは、自らの楽団の専属歌手としてアニタを雇う。同年ロイ・エルドリッジとともに歌った"Let Me Off Uptown" などがヒット。同年、ダウン・ビート誌はアニタを「ニュースター・オブ・ザ・イヤー」に選出する。
1942年にはダウン・ビート誌が行った優れたバンド歌手を選ぶ人気投票により、アニタは4位に選ばれる（ヘレン・オコネルが1位、ヘレン・フォレストが2位、ビリー・ホリデイが3位、ダイナ・ショアが5位だった）。しかし1943年、ジーン・クルーパがマリファナ所持の疑い（冤罪）で逮捕されたことをきっかけに楽団は解散。アニタは1年に満たない期間ウディ・ハーマン楽団へ身を寄せる。
1944年にはスタン・ケントン楽団の専属歌手となり、"And Her Tears Flowed Like Wine"をミリオンヒットさせるが、数ヶ月で退団。再結成されたジーン・クルーパ楽団へ戻る（1946年に退団）。1945年、ダウン・ビート誌はアニタを「ベスト女性バンド・ヴォーカリスト」に選出。
1947年、彼女と彼女の夫カール・ホフがマリファナの所持で逮捕され、（90日の）実刑判決を受けた。アニタは品行方正により45日で釈放。
1950年代初頭から、音楽プロデューサーのノーマン・グランツのもと、クレフ・レコード、ノーグラン・レコード（契約期間：1951年～1956年）、ヴァーヴ・レコード（契約期間：1956年～1964年）等と契約、次々とアルバムを発表する。1958年にはニューポート・ジャズ・フェスティバルに出演。映画「真夏の夜のジャズ」にその時の様子が納められている。
1963年12月には初来日（その後も1978年、1981年など複数回来日）。大阪市梅田のクラブ「アロー」に出演。12月30日に、TBSのスタジオに於いて客なしのライブを実施。その時の様子は後にレコードで発売された。
1966年、ヘロインのオーバードースで生死をさまよったアニタはヘロインから抜け出る決心をするが、反動でアルコール中毒に陥り、中毒から脱却するため一時活動が停滞。1970年にベルリン·ジャズ·フェスティバルにてカムバックを果たす。
1972年、友人の協力でレーベル「Anita O'Day Records」（後のEmily Records）を設立するほか、マンハッタンに中古レコード店を開くなど、70年代には事業の展開を試みる。1981年には自叙伝「High Times Hard Times」を出版。2度の離婚、薬物中毒、楽屋での堕胎などを赤裸々に語った。
1985年には、カーネギーホールでデビュー50周年を記念するコンサートを開催。90年代以降も精力的にライブを開催、ライブ音源はパブロ・レコードなど様々なレーベルから発売された。
2006年、ニューアルバム「Indestructible!」を発表する(録音は2004年～2005年)。
同年11月23日、肺炎の治療のためにロサンゼルスの病院で加療していたが、睡眠中に心不全で87歳の生涯を閉じた。告別式はサンタ・モニカのハリウッド・フォーエヴァー・セメテリーで執り行われた。2006年当時、彼女はアルツハイマー病であったとされる。

## 歌唱法・評価
ハスキーボイスで、一般的なビブラートをほとんど用いない。幼い頃に受けた扁桃摘出手術の際、医師が口蓋垂を切除してしまってから、ロングトーンやビブラートをかけられなくなった。その代わりに音を断続させて歌うスタイルを編み出し、これは彼女の歌唱の最大の特徴になった。
ジャズ評論家レナード・フェザーは、アニタの歌唱法を「音符を切れ切れに歌うホーン・ライクなスタイル。ヒップでハスキーなサウンド」と評した。
1981年のニューズウィークにはチャールズ・ミチェナーの次のような記事が掲載された。「彼女の声のダイナミック・レンジはおそらく他のどの歌手よりも狭いだろう。ブロッサム・ディアリーを除いてだが。しかし、柔軟性があって自在にスキャットしたり、スライドさせたりできる。スピード感があってまるで猫が巻舌でミルクを飲み込む様に似ている」。
生前アニタは、自らを歌手ではなく「ソング・スタイリスト」であると発言している。

## ディスコグラフィ
Anita O'Day Discographyを参照のこと。